# Карсбах
Карсбах (нім. Karsbach) — громада в Німеччині, знаходиться в землі Баварія. Підпорядковується адміністративному округу Нижня Франконія. Входить до складу району Майн-Шпессарт. Складова частина об'єднання громад Гемюнден-ам-Майн.
Площа — 30,15 км2. Населення становить 1707 ос. (станом на 31 грудня 2020).